# Provincia di La Pampa
La Pampa è una provincia dell'Argentina.

## Geografia
Situata nella parte centrale del Paese, confina, partendo da nord e proseguendo in senso orario, con le province di Mendoza, San Luis, Córdoba, Buenos Aires e Río Negro  fino al confine con la Provincia di Neuquén.
Il suo territorio, come il nome originale l'indica, la pampa, è piano con una lieve pendenza che sale da est verso ovest. Ad ovest della pampa sono presenti delle cordigliere piccole e molto antiche, chiamate Lihué Calel. La provincia è percorsa da nord a sud, sia dal fiume Atuel che dal fiume Desaguadero-Curacó, il cui limite australe è rappresentato dal fiume argentino, Colorado. Le zone nei pressi delle valli dei fiumi ospitano sia diverse humedales o bañados, (Zone umide) che laghi poco profondi (lagunas) come l'Urre Lauquén, e perfino depressioni, in fondo alle quali sono presenti delle saline. Un'altra caratteristica di rilievo, è la presenza a est della regione, di antichissime valli fluviali.

## Clima e bioma

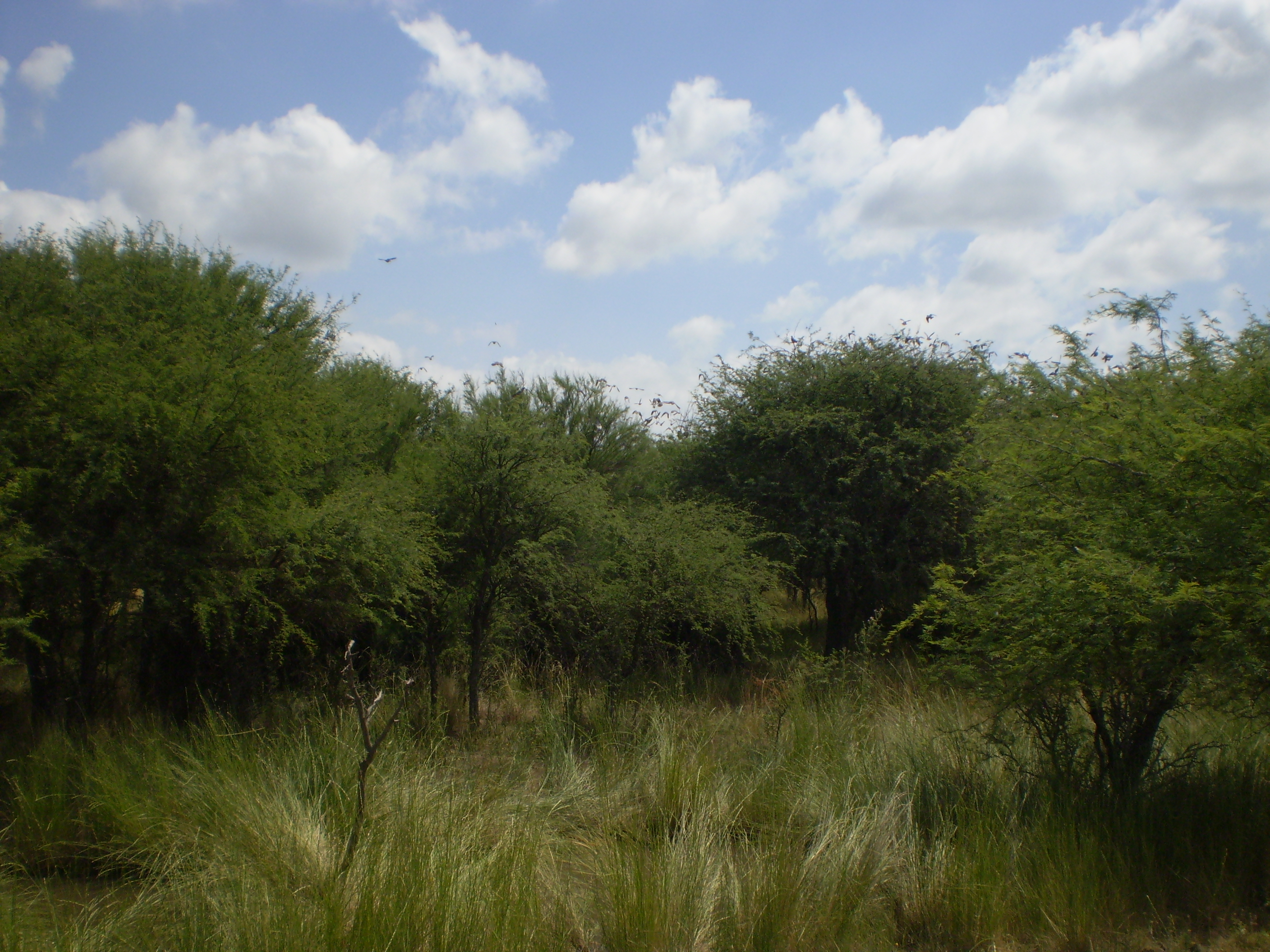
Parco naturale Luro.

Il clima predominante è temperato secco, con nevicate invernali. La parte orientale della Provincia, da est ad ovest, è coperta da distese, sia di praterie che di steppe, mentre la parte centro-occidentale è coperta da boschi di  Prosopis caldenia, o caldén.

## Storia

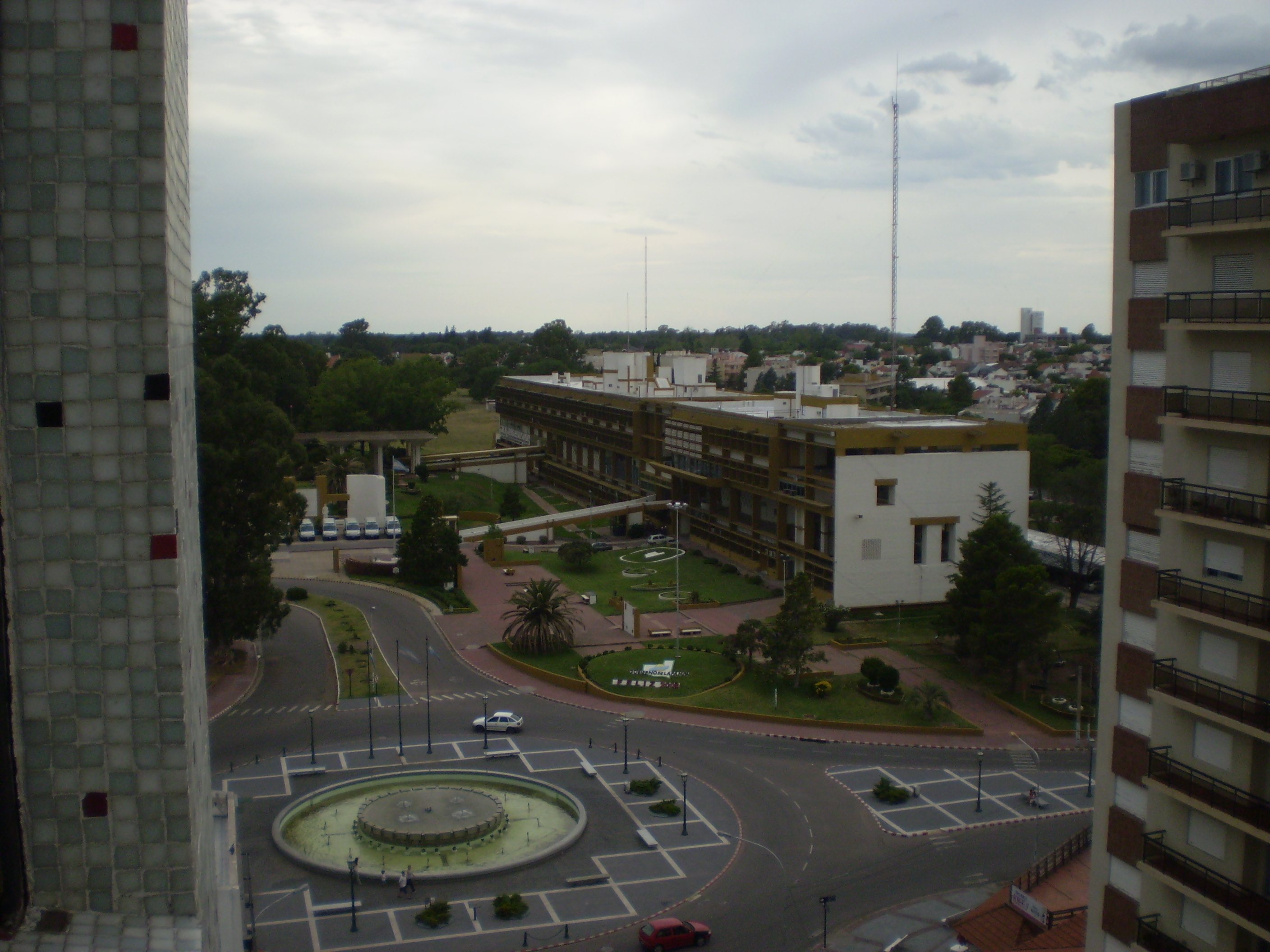
Santa Rosa.

Questo territorio venne inizialmente popolato dagli indio americani, Chechehet, appartenenti all'etnia Pampa. Nel secolo XIX il loro territorio venne invaso dagli indios Mapuche, provenienti dal Cile. Tale rimescolamento etnico diede come risultato l'etnia dei Ranqueles o Ranculche, comunque egemonizzata dagli invasori e più numerosi Mapuche. Nel 1833 la Confederazione Argentina, condotta da Juan Manuel de Rosas, riuscì, a conquistare tutto il territorio fino a alla cordigliera delle Ande, ma la guerra civile in Argentina tra i federali e gli unitari consentì per un certo periodo, e con l'aiuto del Cile, la riconquista del territorio da parte dei Mapuche. Ma dal 1870 in poi le forze argentine, sotto il comando di colui che sarebbe successivamente diventato presidente dell'Argentina, Julio Argentino Roca, riuscì a riconquistare, in modo definitivo, tutta la regione. Come conseguenza di tale evento, conosciuto erroneamente come "La Conquista del Deserto" la parte orientale della regione ricevette l'afflusso di un consistente numero di immigrati italiani, spagnoli, tedeschi del Volga, mennoniti e di altri cittadini europei.

## Dipartimenti
La provincia è suddivisa in 22 dipartimenti:
1. Atreucó (Macachín)
2. Caleu Caleu (La Adela)
3. Capital (Santa Rosa)
4. Catriló (Catriló)
5. Chalileo (Santa Isabel)
6. Chapaleufú (Intendente Alvear)
7. Chical Co (Algarrobo del Águila)
8. Conhelo (Eduardo Castex)
9. Curacó (Puelches)
10. Guatraché (Guatraché)
11. Hucal (Bernasconi)
12. Lihuel Calel (Cuchillo-Có)
13. Limay Mahuida (Limay Mahuida)
14. Loventué (Victorica)
15. Maracó (General Pico)
16. Puelén (Veinticinco de Mayo)
17. Quemú Quemú (Quemú Quemú)
18. Rancul (Parera)
19. Realicó (Realicó)
20. Toay (Toay)
21. Trenel (Trenel)
22. Utracán (General Acha)

Ogni dipartimento è composto da comuni (municipios) e comisiones de fomento, i cui confini però non rispettano quasi mai, eccetto rari casi, quelli del dipartimento: si ha così, per esempio, il caso limite del comune di Metileo che si estende sul territorio di ben quattro dipartimenti.